# Landwehr-Bräu
 (mai 2021).
Si vous disposez d'ouvrages ou d'articles de référence ou si vous connaissez des sites web de qualité traitant du thème abordé ici, merci de compléter l'article en donnant les références utiles à sa vérifiabilité et en les liant à la section « Notes et références ».
La Landwehr-Bräu Wilhelm Wörner GmbH & Co.KG est une brasserie à Reichelshofen, dans le district de Moyenne-Franconie.

## Histoire

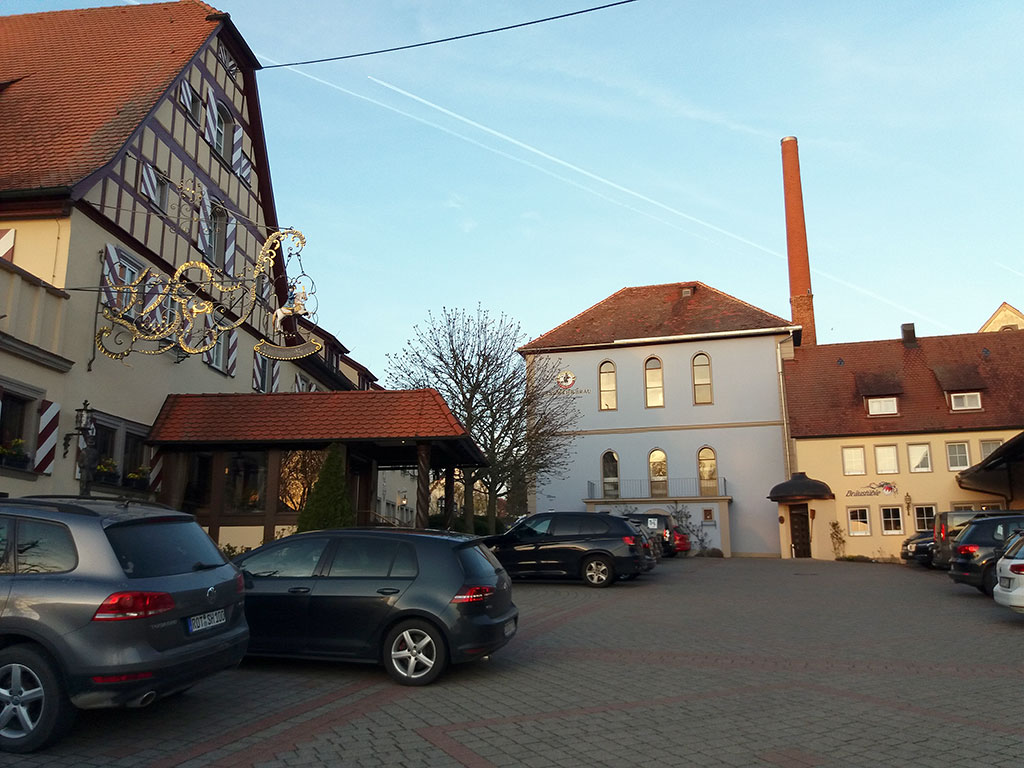
La brasserie Landwehr avec son auberge-restaurant

Le domaine actuel de la brasserie a eu de nombreux propriétaires au cours de l'histoire, y compris à la fin du Moyen Âge, Heinrich Toppler (bourgmestre de Rothenburg ob der Tauber). Il devient l'homonyme de l'une des bière des de la brasserie. En 1841, une nouvelle brasserie est construite à Reichelshofen. Les ventes de bière de augmentent tellement qu'en 1879, de nouvelles caves de stockage de glace et de bière sont créées. D'autres extensions existent dans les années 1890, notamment une machinerie plus importante. En 1913, Johann Alt achète la totalité du domaine à Reichelshofen. Le brasseur Wilhelm Wörner épouse la fille d’Alts, Margarete, puis reprend la brasserie. La brasserie Alt devient la Landwehr-Bräu, qui produit plus de 5 500 hectolitres de bière de avant la Seconde Guerre mondiale. Après la guerre, la brasserie et l'auberge s'agrandissent peu à peu.
Son fils Wilhelm Wörner poursuit cette expansion, en particulier dans les années 1990, avant que les directeurs généraux Gerhard Ilgenfritz et Roland Hausmann en prennent la responsabilité après sa mort. En 2013, un demi million d'euros est investi dans l'entreprise.
Le nom Landwehr-Bräu vient de Rothenburg Landwehr, une organisation de sécurité frontalière longue de 62 kilomètres qui a sécurisé 163 villages autour de Rothenburg ob der Tauber.

## Production
| bière de                  | Description                                                                            | Degré d'alcool | Densité primitive de moût |
| ------------------------- | -------------------------------------------------------------------------------------- | -------------- | ------------------------- |
| Helles                    | Bière de fermentation basse                                                            | 4,7 %          | 11,6 %                    |
| Toppler Pils              | Pilsner de fermentation basse                                                          | 4,9 %          | 11,8 %                    |
| Pilsener                  | Pilsner de fermentation basse                                                          | 4,9 %          | 11,8 %                    |
| Edel                      | Export de fermentation basse                                                           | 5,0 %          | 12,2 %                    |
| Altfränkisch Dunkel       | Märzen de fermentation basse                                                           | 5,2 %          | 12,2 %                    |
| Rotfränkisch              | Bière rousse franconienne traditionnelle de fermentation basse                         | 4,8 %          | 12,4 %                    |
| Kellerbier                | Bière de fermentation basse et avec levure                                             | 4,7 %          | 11,7 %                    |
| Fränkisches Kirchweihbier | Bière de fermentation basse                                                            | 5,4 %          | 13,2 %                    |
| Winterfestbier            | Bière de fermentation basse de couleur brun rougeâtre                                  | 5,4 %          | 13,2 %                    |
| Dunkler Bock              | Bière forte de fermentation basse                                                      | 6,6 %          | 16,2 %                    |
| Radler                    | Boisson à base de bière mélangée à partir de bière et de limonade à fermentation basse | 2,7 %          |                           |
| Naturradler               | Boisson à la bière composée à 50% de limonade et de jus de citron naturel              |                |                           |
| Alkoholfrei               | Helles sans alcool                                                                     |                |                           |